# ヨハン・マリア・ファリナ

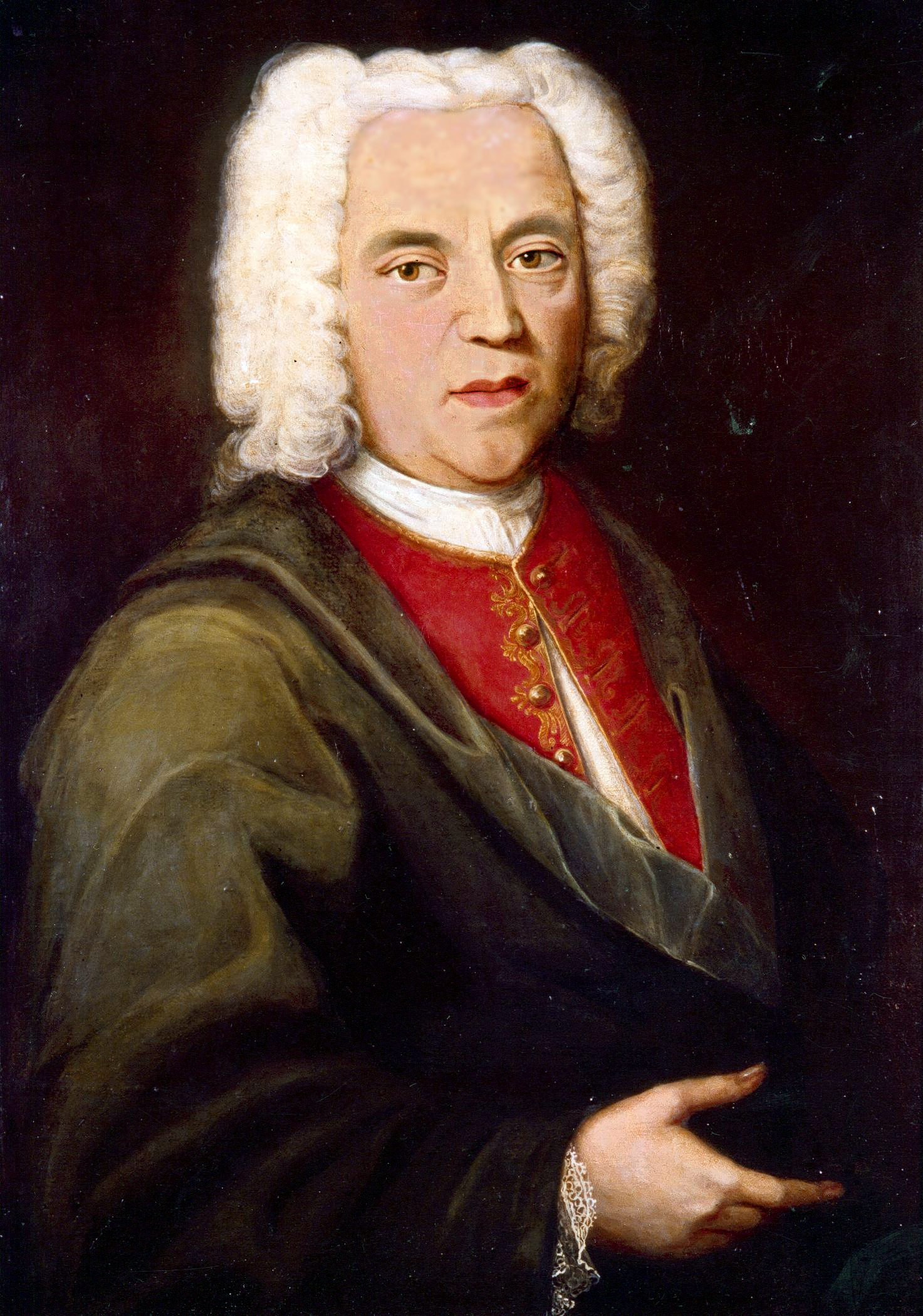
ヨハン・マリア・ファリナ

ヨハン・マリア・ファリナ（Johann Maria Farina,1685年12月8日・サンタ・マリーア・マッジョーレ - 1766年11月25日・ケルン）はイタリア人の香水職人であり、「オーデコロン」の開発者。イタリア語名はジョヴァンニ・マリーア・ファリーナ (Giovanni Maria Farina)。

## 人物
1709年7月13日、ヨハン・ファリナによってケルンに世界で一番古い香水の工場が創られた。ヨハン・マリア・ファリナは彼の香水を彼の新しい故郷となったケルンに敬意をこめて『Eau de Cologne』（ケルンの水）と名付けた。彼のおかげでケルンは香水の街として世界に有名になった。そしてケルン市は、市庁舎の塔に彼の石像を設置して彼を称えた。
1734年、プロイセン王フリードリヒ・ヴィルヘルム1世に納めたのを機にヨハン・ファリナは18世紀には、ヨーロッパのほぼほとんどの宮廷にオウ・デ・コロンを納めた。ヨハン・マリア・ファリナは1708年に彼の兄弟のひとりに「私の香水は私の故郷イタリアの雨上がりの春の朝の柑橘類（オレンジ、レモン、グレープフルーツ、ベルガモット）、花、ハーブ等を思い出させます。」と手紙に書いた。
ヴォルテールやゲーテはファリナのオウ・デ・コロンの爽やかさに感嘆した。英国のヴィクトリア女王はケルンのこの香りが気に入り、1837年に女王に即位した年にファリナを王室御用達商人に指名した。ほとんどのヨーロッパの王室がこれに続いた。日本においては1874年2月17日に宮内省の御用を承った。オウ・デ・コロンの300年の香りの歴史は今日8代目のヨハン・マリア・ファリナに受け継がれている。　

## ギャラリー

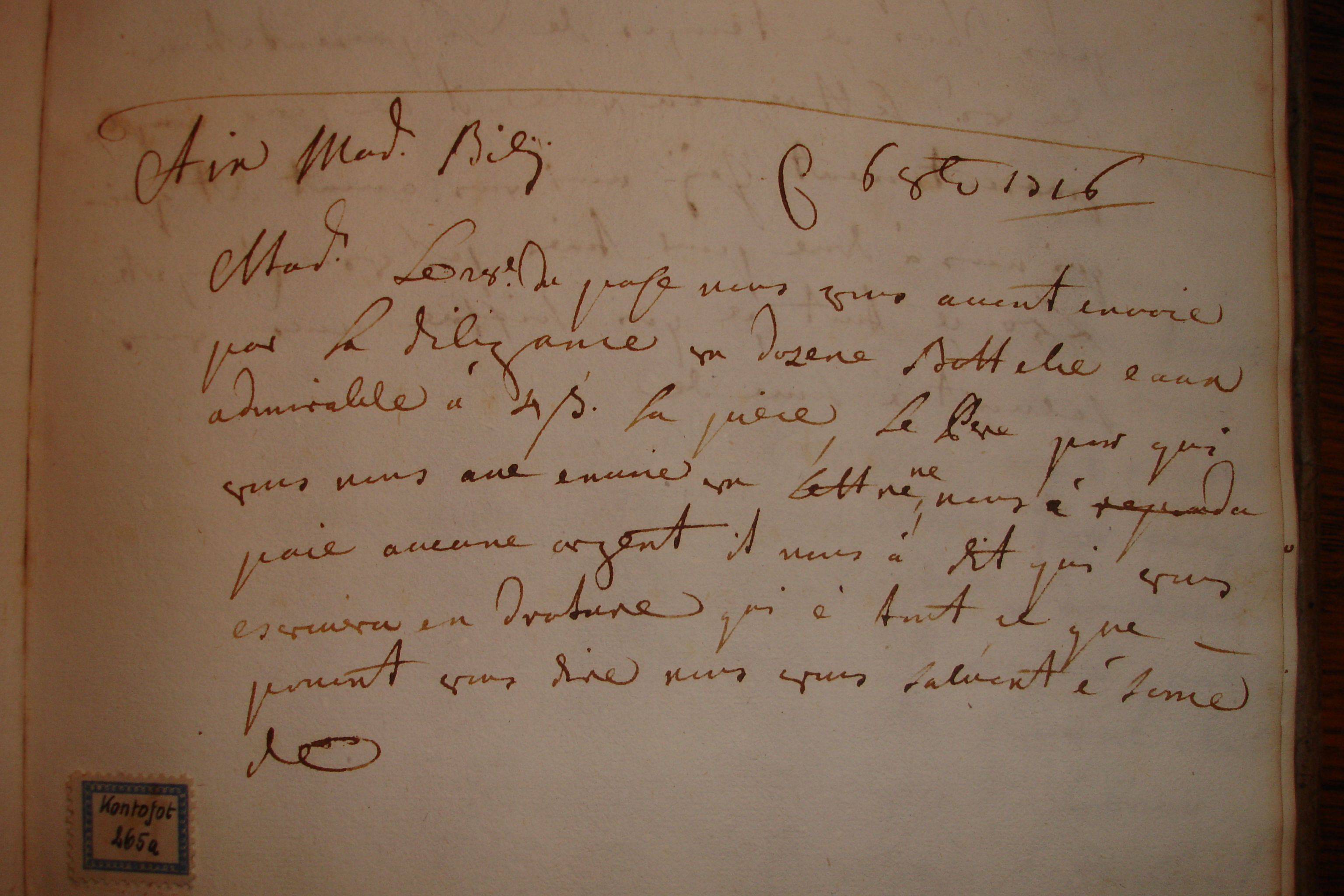
Letter for one of the orders of Farinas new fragrance 1716
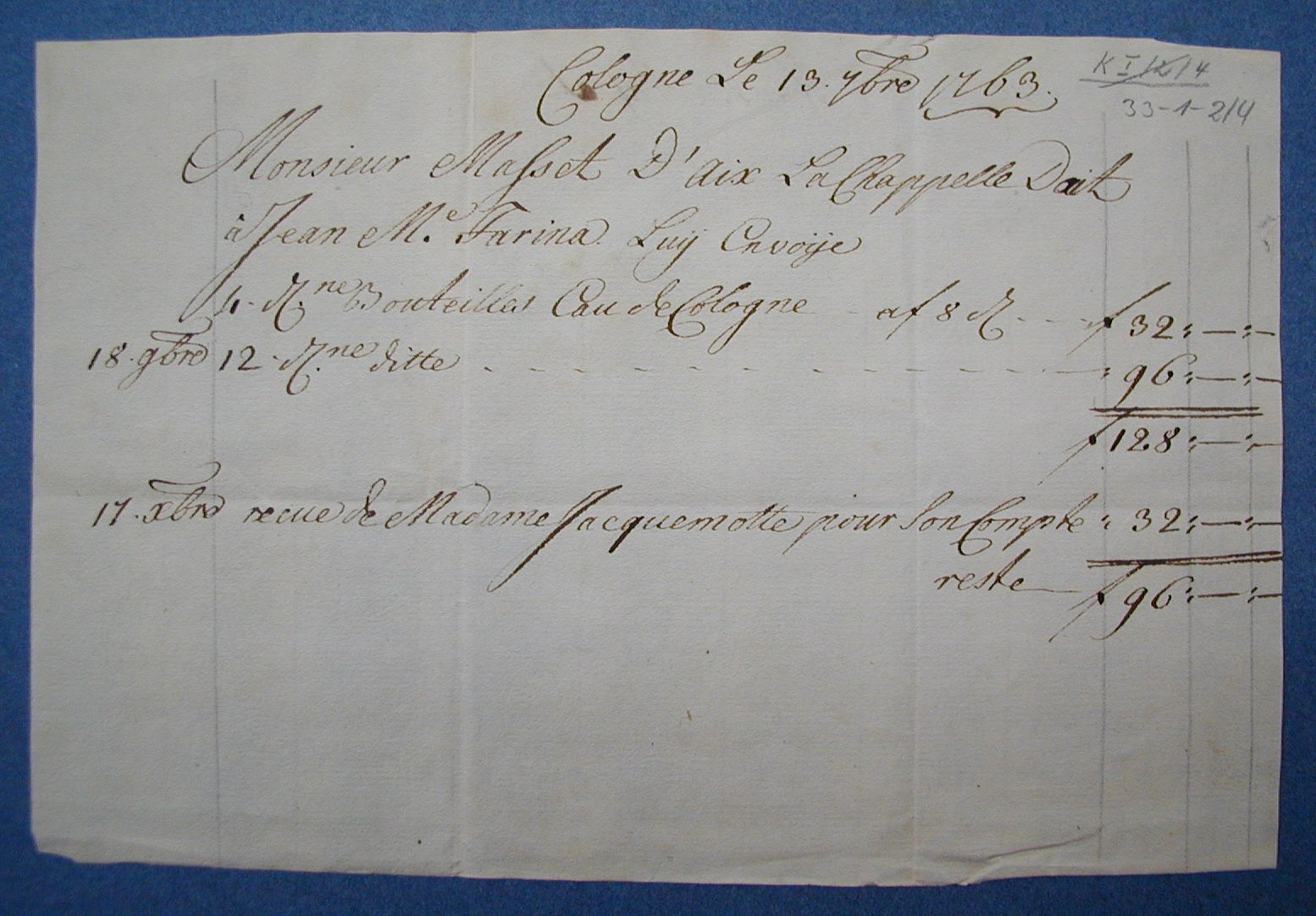
Invoice for Eau de Cologne 1763
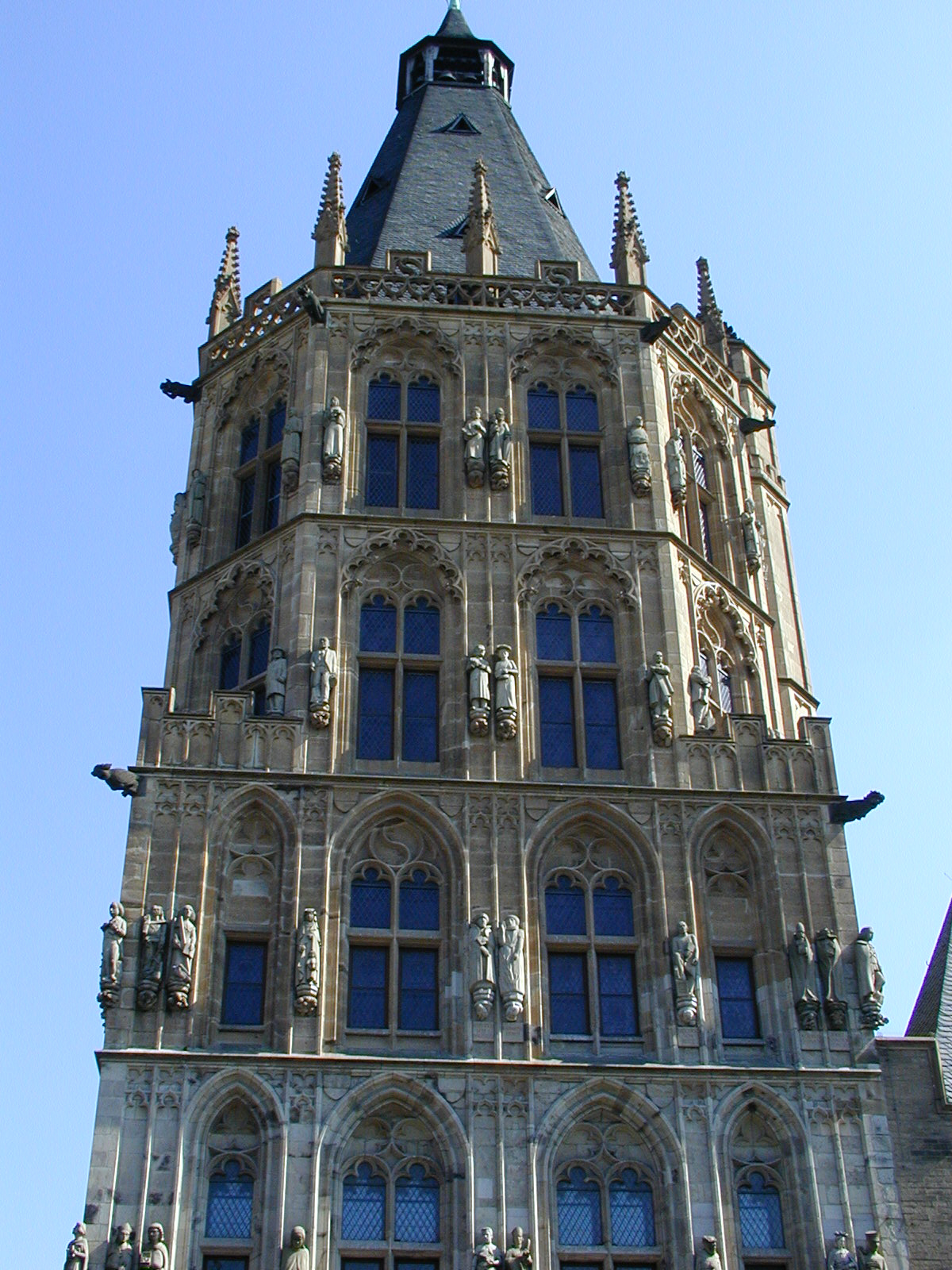
Townhalltower in Cologne with statue of Johann Maria Farina, left side 2.floor
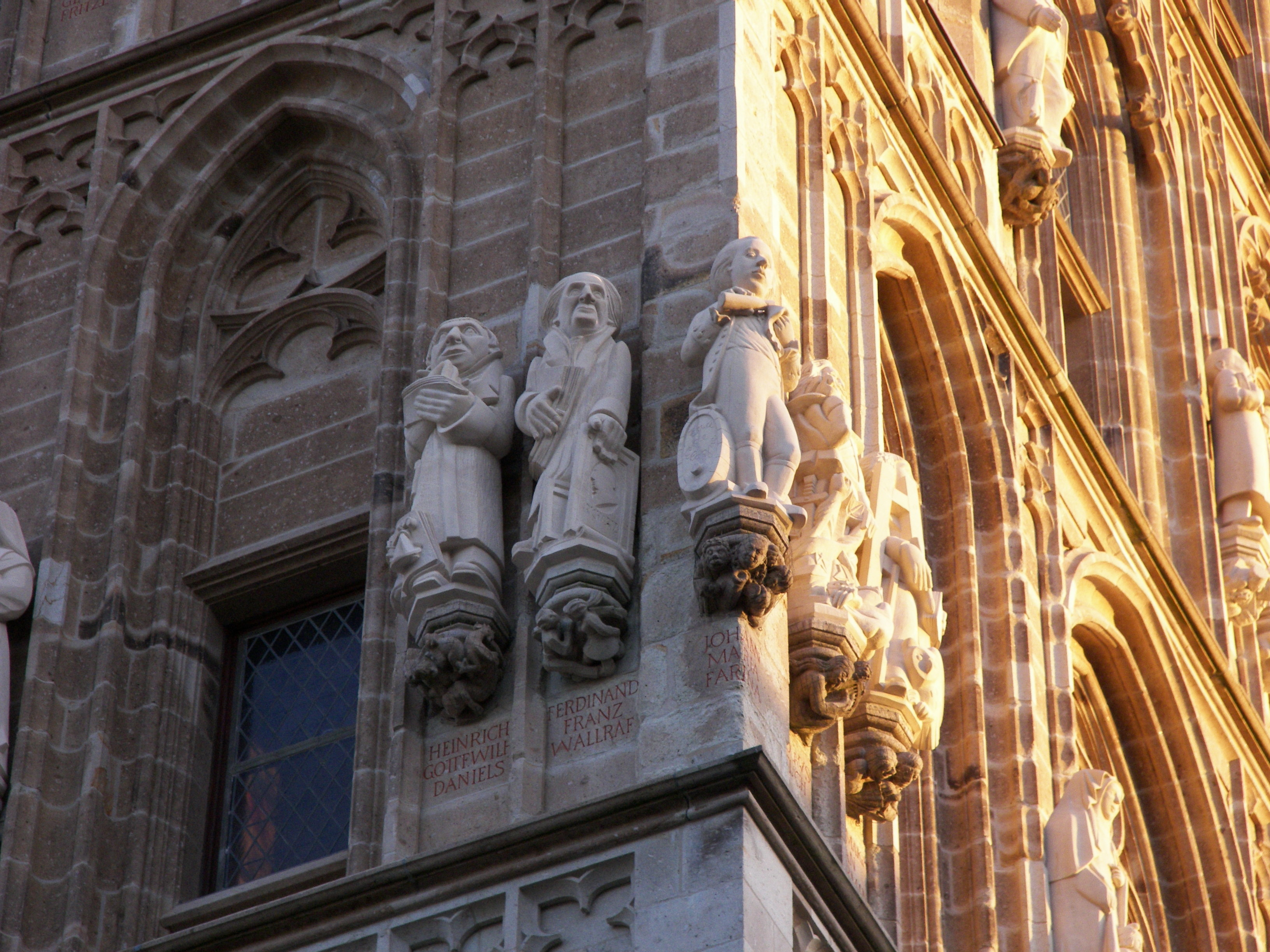
Statue of Johann Maria Farina in the Cologne's Town Hall.
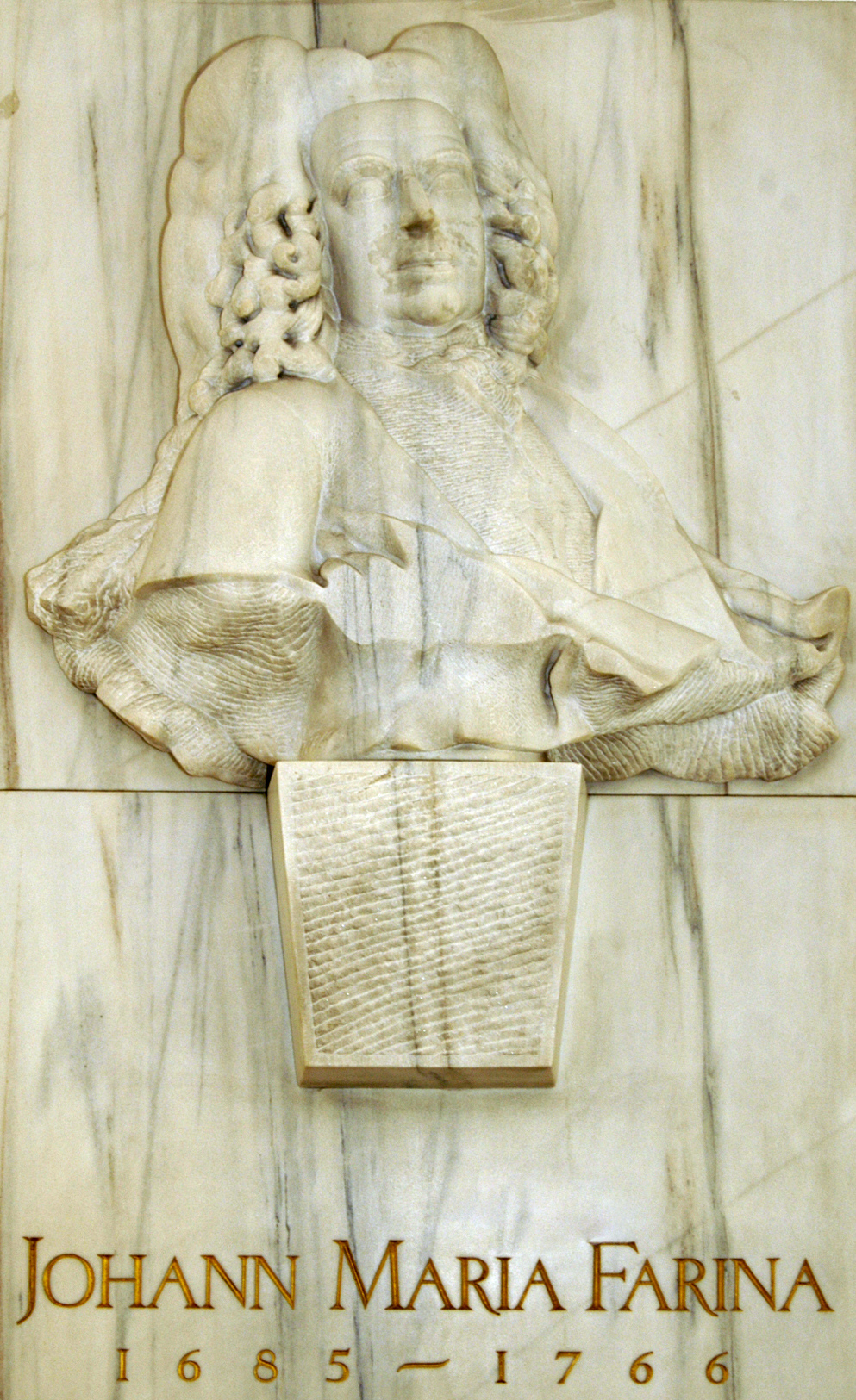
Johann Maria Farina
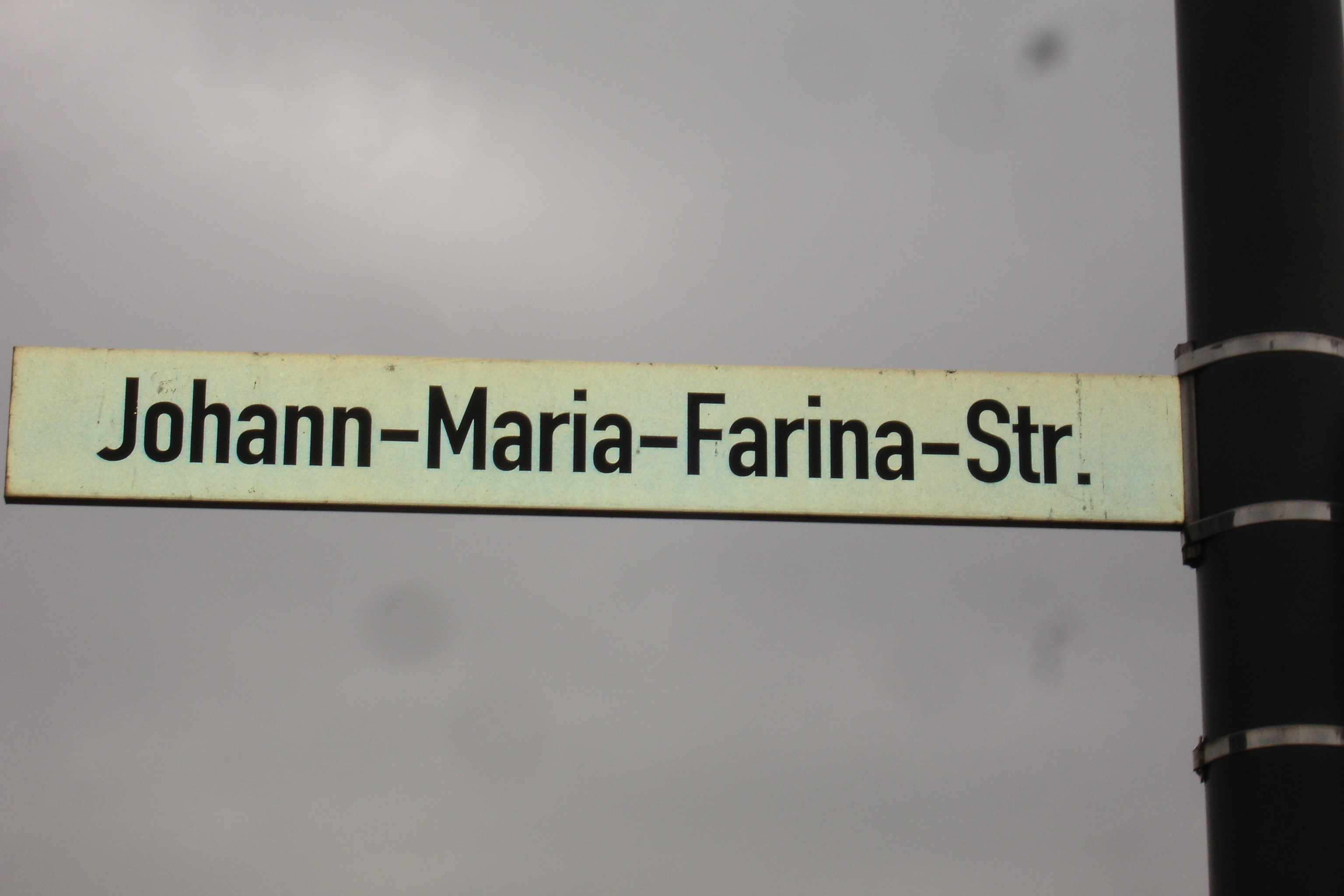
Johann Maria Farina Street on Cologne
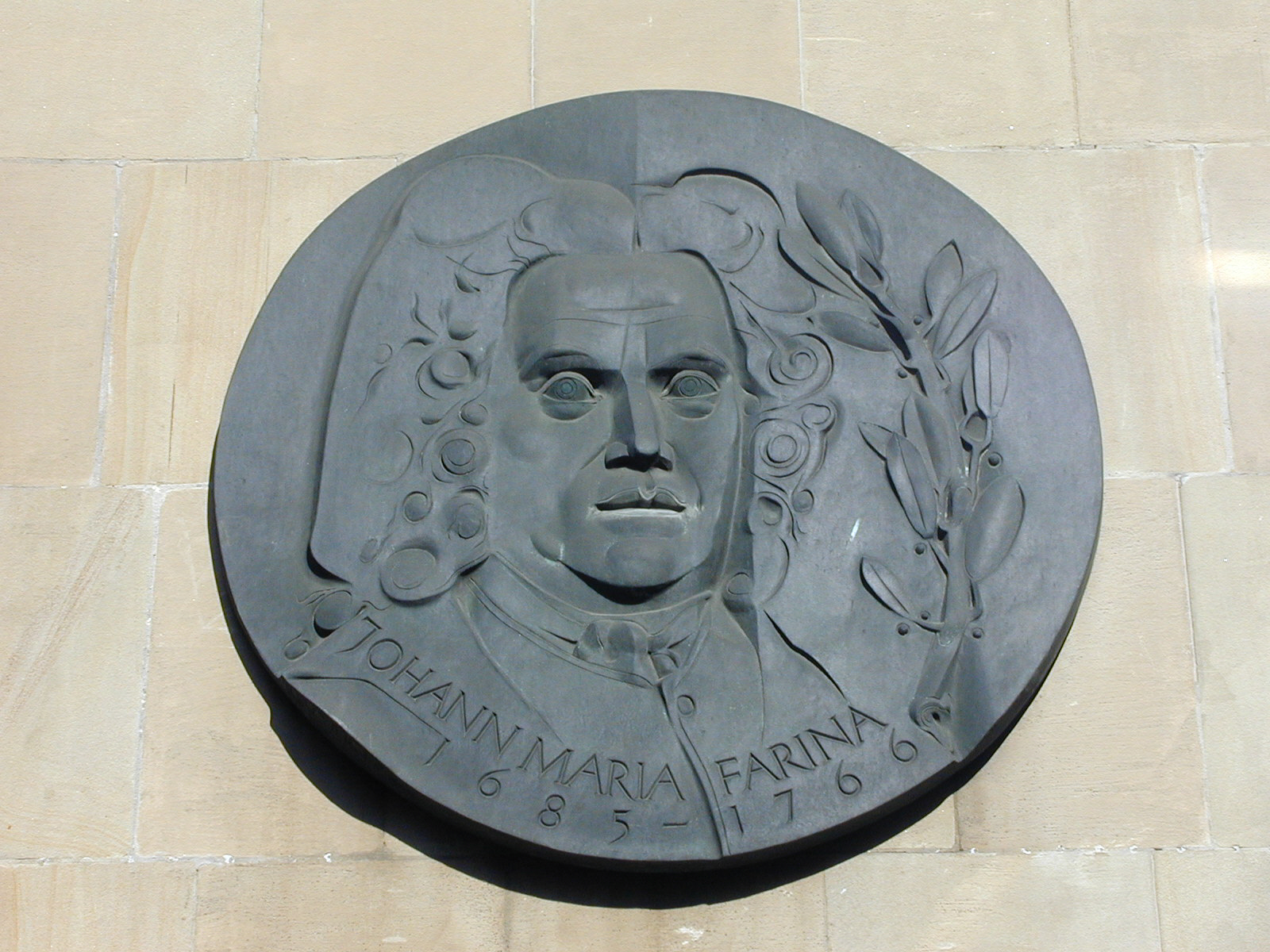
ヨハン・マリア・ファリナのレリーフ
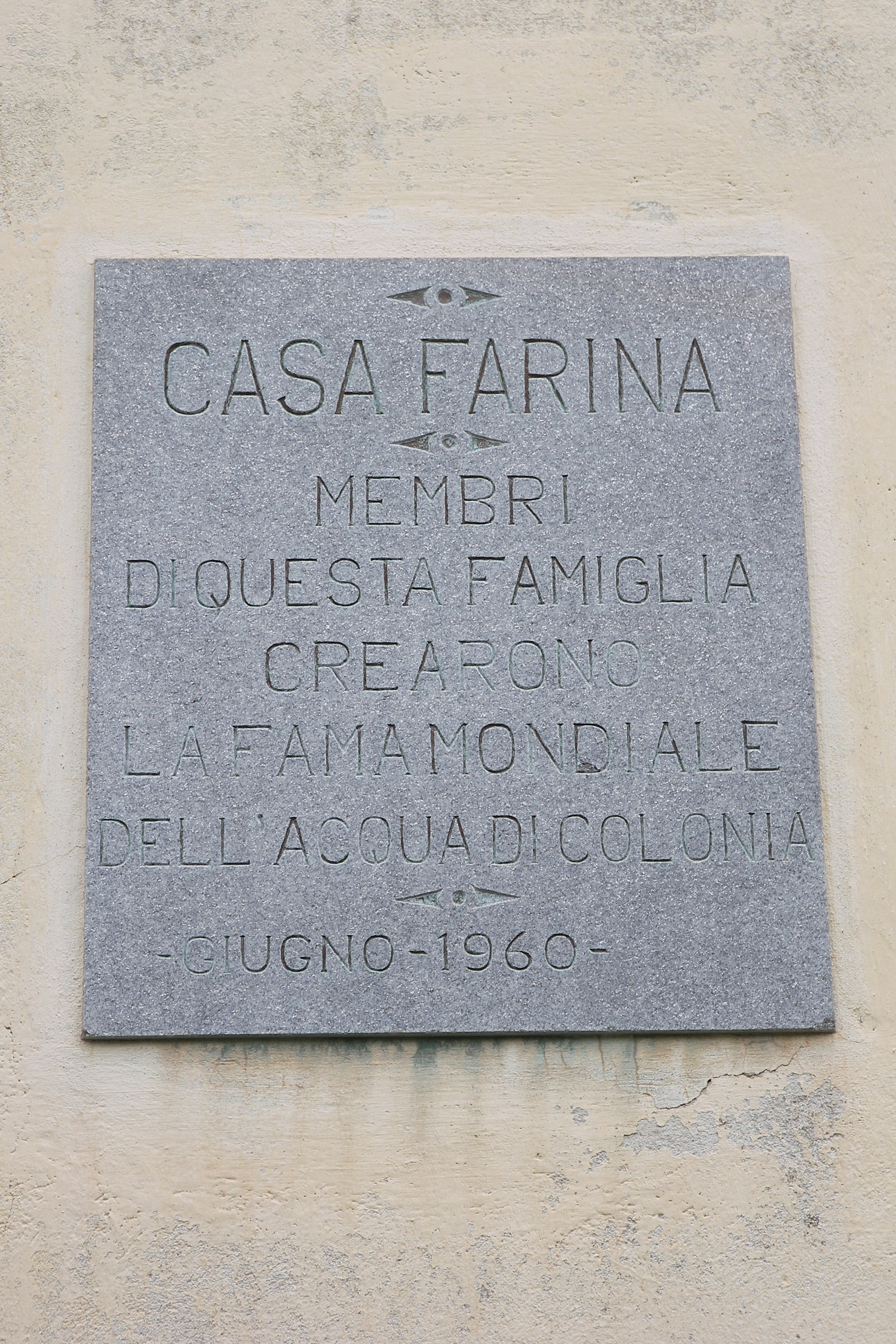
Casa Farina in Santa Maria Maggiore
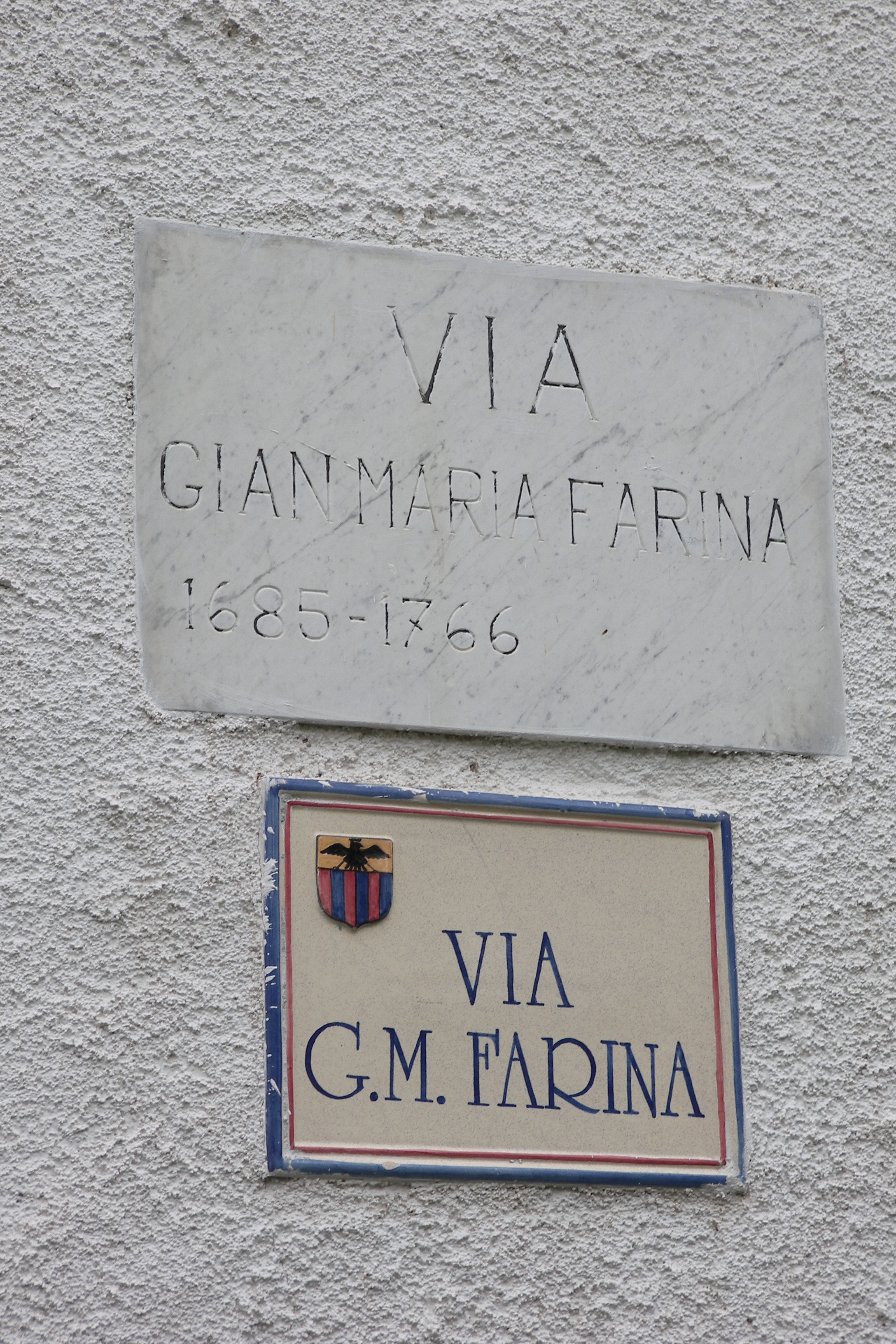
Via G.M.Farina in Santa Maria Maggiore
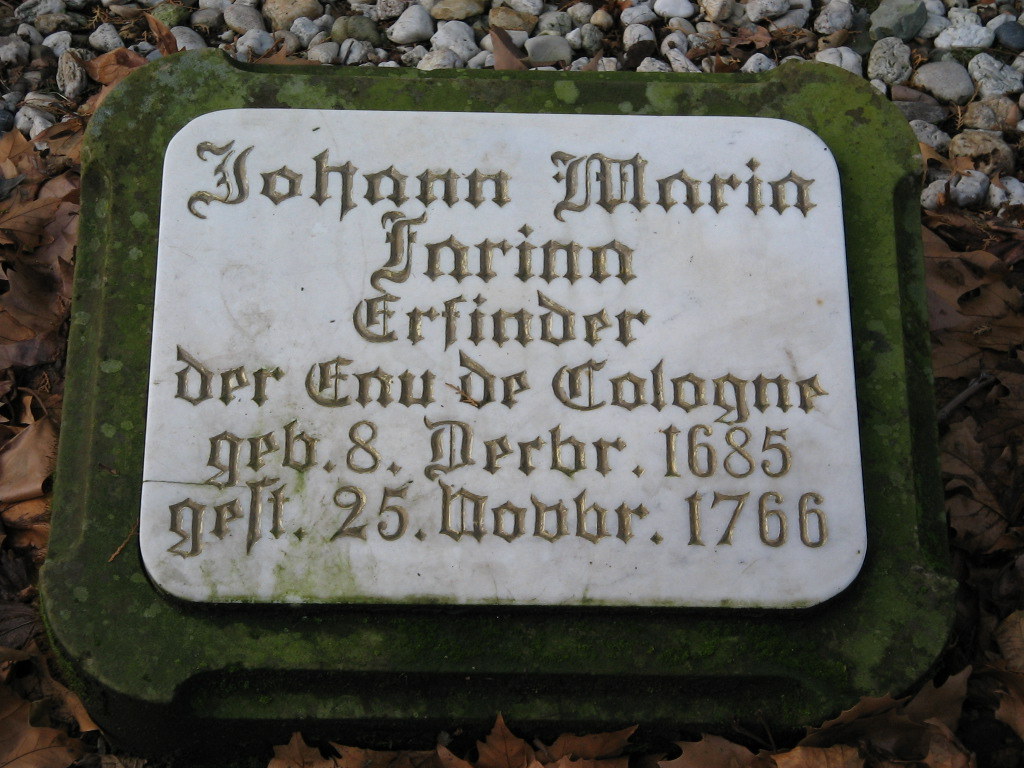
ヨハン・マリア・ファリナの墓